# Lidia Arionescu-Baillayre
Lidia Arionescu-Baillayre (în rusă Лидия Ивановна Арионеско-Балльер; n. 22 martie 1880, Chișinău, Imperiul Rus – d. 1923, Chișinău, România) a fost o pictoriță din Basarabia. Lucrările ei se pot încadra în genul neoimpresionismului și postmodernismului.

## Biografie
S-a născut în 1880 la Chișinău. A studiat la Școala de desen din același oraș, apoi la Academia Imperială de Arte din Sankt Petersburg. Acolo l-a cunoscut pe Auguste Baillayre, cu care s-a căsătorit în 1907. 
A locuit cu soțul ei la Petrograd până în 1918, apoi s-a întors la Chișinău, care a devenit parte a României. Majoritatea creațiilor ei au ca subiect natura ori diferite portrete. 
A decedat în 1923 la Chișinău, la vârsta de doar 42 de ani. Fata acesteia, Tatiana Baillayre, a fost, de asemenea, pictoriță.